# Ilir Alliu
Ilir Alliu (Durazzo, 14 marzo 1973) è un ex calciatore albanese, di ruolo difensore.

## Carriera

### Nazionale
Ha collezionato 3 presenze con la Nazionale albanese: nel 1996 gioca una partita valida per le qualificazioni ai Mondiali 1998 contro l'Armenia (1-1).